# Жёлтые Пески
Жёлтые Пески́ — отдалённый микрорайон в Правобережном округе города Липецка.
Несмотря на то, что район входит в состав Правобережного округа, он целиком располагается на левом берегу реки Воронеж. Он находится на северо-восточной окраине города на внешней стороне Липецкой кольцевой автодороги (ЛКАД).

## История
Жёлтые Пески возникли предположительно в середине XVII века. Основаны мелкими служилыми людьми. Название было дано из-за песчаного грунта берега реки Воронежа, на которых находятся.
В 1690 году построен деревянный храм Космы и Дамиана, и Жёлтые Пески стали селом.
В 1851 году деревянный храм был заменён на новый.
В 1862 году в казённом селе Жёлтые Пески 2-го стана Липецкого уезда Тамбовской губернии было 95 дворов, 373 мужчины и 405 женщин.
В 1875 году храм в селе Жёлтые Пески сгорел, погибли многие церковные документы.
В 1878 году построена новая деревянная церковь.
По данным начала 1883 года в селе Жёлтые Пески Сокольской волости Липецкого уезда проживало 969 бывших государственных крестьян в 146 домохозяйствах (501 мужчина и 468 женщин). К селу относилось 1523,6 десятин удобной надельной земли и 103,7 — неудобной; имелось 273 лошади, 274 головы КРС, 1295 овец и 123 свиньи. В селе находилось 5 промышленных заведений, 2 трактира или питейных дома и 1 лавка. Было 22 грамотных и 24 учащихся.
По переписи 1897 года в селе 1295 жителей (655 мужчин, 640 женщин), все православные.
В 1911 году здесь было 205 дворов великороссов (земледельцев и плотников), проживало 1560 человек (800 мужчин и 760 женщин). Имелись церковно-приходская и земская одноклассные школы. В штате церкви состояли священник и псаломщик, ей принадлежало 33 десятины полевой земли и 1 десятина усадебной земли.
В 1926 году в селе Бутырской волости Липецкого уезда — 344 двора русских, 1747 жителей (849 мужчин, 898 женщин).
В 1928 году Космодамианская церковь была сожжена комсомольцами.
До войны в селе Жёлтые Пески (Желтовка) насчитывалось 350 дворов, оно не позднее чем до 1958 года было центром сельсовета в Грязинском районе Воронежской, затем Липецкой области. Имелась школа.
В 1960-е годы Министерство здравоохранения потребовало установить 20-километрвую санитарную зону вокруг Новолипецкого металлургического завода. Институт «Ленгипрогор», который в то время выполнял проект Генерального плана развития Липецка, предложил несколько вариантов, где должно было начаться массовое жилищное строительство. В конечном итоге остановились на предложении построить 200-тысячный город в Жёлтых Песках. Предусматривалось строительство надземного метро. Но потом, когда была разработана планировка, оказалось, что денег на реализацию нет; проект отложили на далёкую перспективу, а взамен построили Северо-Западный жилой микрорайон (вдоль Московской улицы).
До 1984 года село Жёлтые Пески входили в Ссёлковский сельсовет Грязинского района Липецкой области (центр — в селе Ссёлки), но в 1984 году вошли в состав Липецка. Тогда же в составе города был образован Желтопесковский сельский совет (в него входило только село Жёлтые Пески). Этот сельсовет (позже администрация) существовал до 1994 года, когда Жёлтые Пески лишились статуса села. По сведениям карты 1989 года в Жёлтых Песках было около 930 жителей.
В 1996 году на основе старого кирпичного дома была построена новая церковь святых Космы и Дамиана Асийских, её настоятелем является протоиерей Дионисий (Щербаков). В храме регулярно совершаются вечерние службы и Литургия, служатся разные требы. Создан приход с воскресной школой для детей.

## Инфраструктура
Имеются средняя школа № 34, фельдшерско-акушерский пункт, почтовое отделение. В Жёлтые Пески ходит автобус № 44 от улицы Богатырской.